# Helmut Gadner
Helmut Gadner (* 16. August 1940 in Bozen) ist ein Pädiater, Hämatologe und Onkologe und langjähriger ärztlicher Leiter des St. Anna Kinderspitals in Wien, der sich um die Heilung krebskranker Kinder und den Aufbau der Kinderkrebsforschung in Österreich verdient gemacht hat.

## Leben
Helmut Gadner wuchs in Bozen (Südtirol) auf, wo er das Franziskanergymnasium besuchte und 1959 maturierte. Von 1959 bis 1966 studierte er Medizin an der Universität Wien und der Albert-Ludwigs-Universität Freiburg. Nach Abschluss des Studiums absolvierte er eine Ausbildung zum Additiv-Facharzt für Hämatologie an der Universität Modena sowie eine Ausbildung zum Facharzt für Kinderheilkunde an den Universitätskliniken Berlin, Zürich und Modena. Er habilitierte sich bei Hansjörg Riehm an der Abteilung für Pädiatrische Onkologie und Hämatologie der Universitätskinderklinik der FU Berlin.
Gemeinsam mit Riehm erarbeitete Gadner einen neuen Ansatz für die Therapie von Krebs im Kindesalter, der aufgrund der Pionierarbeit der Forschungsgruppen in Berlin sowie in der Folge auch in Frankfurt und Münster seit 1976 unter dem Label "BFM" firmiert. Mit dem neu entwickelten therapeutischen Ansatz ist es gelungen, die Heilungschance bei Kinderkrebserkrankungen signifikant zu erhöhen: Lag die Überlebensrate bis Ende der 1960er-Jahre noch unter 20 Prozent, so ist sie in den Folgejahren je nach Erkrankung auf bis zu 80 Prozent angestiegen.
1980 übernahm Helmut Gadner die Leitung des St. Anna Kinderspitals in Wien als ärztlicher Direktor. Mit der Übernahme der Leitung wurde er auch mit der Planung und Organisation des Um- und Neubaues des Spitals betraut. In dieser Zeit hat er die Neustrukturierung der Krankenanstalt und vor allem den weiteren Ausbau der hämatologisch-onkologischen Abteilung zu einem international anerkannten Zentrum für Kinder-Krebs-Erkrankungen und Stammzelltransplantation vorangetrieben. Seit 1988 war Helmut Gadner Institutsleiter der von ihm ins Leben gerufenen St. Anna Kinderkrebsforschung, die sich als nationales und internationales Kompetenzzentrum für die Erforschung von Krebserkrankungen im Kindesalter etabliert hat und damit wesentlich dafür verantwortlich ist, dass Österreich heute in Europa als Spitzenreiter in der erfolgreichen Behandlung von Kinderkrebs gilt.
Helmut Gadner hat eine Vielzahl wissenschaftlicher Publikationen veröffentlicht und ist Mitglied in zahlreichen nationalen und internationalen Organisationen, u. a. der Österreichischen Akademie der Wissenschaften, der Österreichischen Gesellschaft für Kinder- und Jugendheilkunde, der Gesellschaft für Pädiatrische Onkologie und Hämatologie GPOH und der Internationalen Gesellschaft für Pädiatrische Onkologie SIOP oder der International Leukemia Study Group "BFM-family". Er ist Fellow of the Royal College of Physicians and Surgeons of Glasgow.
Gadner ist Träger zahlreicher Preise, Auszeichnungen und Ehrungen, u. a. Großes Ehrenzeichen für Verdienste um die Republik Österreich, 2008, „Lifetime Achievement Award“ der European Society for Pediatric Oncology, 2009, Österreichisches Ehrenkreuz für Wissenschaft und Kunst I. Klasse, 1998, Hansjörg Riehm Preis für Excellence in Paediatric Hematology and Oncology, 2000, Preis der Stadt Wien für Medizinische Wissenschaften, 2004.
Er ist mit der Kinderärztin und Psychoanalytikerin Waldtraut Gadner-Spögler verheiratet. Das Paar hat zwei Kinder und sieben Enkelkinder.

## Publikationen (Auswahl)
- H. Gadner u. a.: Therapy prolongation improves outcome in multisystem Langerhans cell histiocytosis. In: Blood. Band 121, Nr. 25, 2013, S. 5006–5014. doi:10.1182/blood-2012-09-455774.
- H. Gadner: Treatment of adult-onset Langerhans cell histiocytosis—is it different from the pediatric approach? In: Annals of Oncology. Band 21, Nr. 6, 2010, S. 1141–1142. doi:10.1093/annonc/mdp540.
- H. Gadner u. a.: Improved outcome in multisystem Langerhans cell histiocytosis is associated with therapy intensification. In: Blood. Band 111, Nr. 5, 2008, S. 2556–2562. doi:10.1182/blood-2007-08-106211.
- H. Gadner u. a.: Pädiatrische Hämatologie und Onkologie. Springer-Verlag, 2006, ISBN 3-540-03702-0.
- H. Gadner: Retinoblastom, eine interdisziplinäre Herausforderung. In: Wiener klinische Wochenschrift. Band 118, Nr. 1–2, 2006, S. 7–10. doi:10.1007/s00508-005-0506-9.